# Луїс Трістан
Луїс Трістан де Ескамілья, також відомий як Луїс де Ескамілья або Луїс Родрігес Трістан (ісп. Luis Tristán; 1586, Толедо — 7 грудня 1624, там же) — іспанський живописець періоду маньєризму. Художник «Золотого віку» іспанського живопису, один із основоположників реалістичного стилю в Іспанії. Представник Толедського тенебризму.